# Desert polar

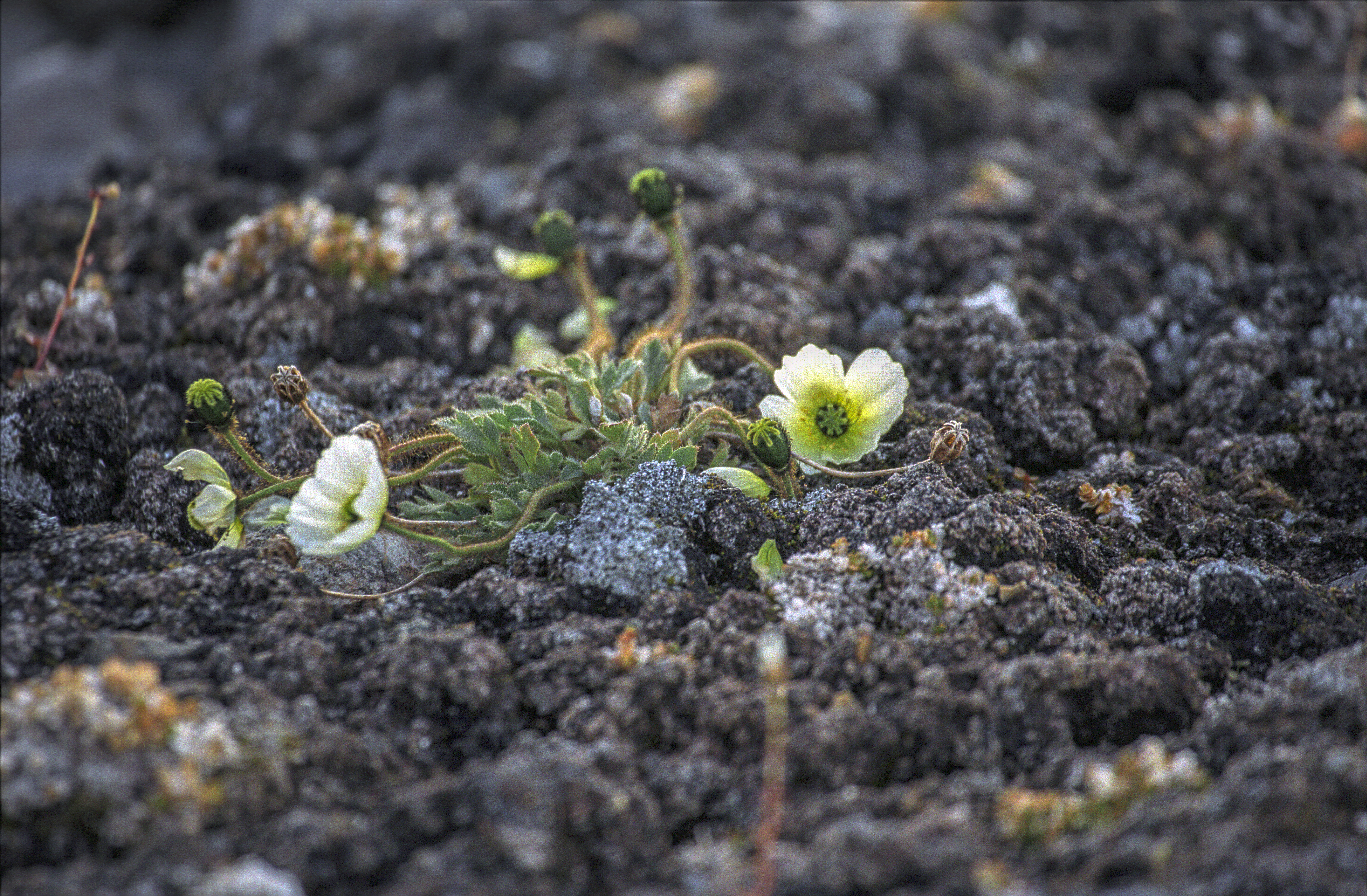
Desert polar a Svalbard illa de Nordaustlandet amb una rosella àrtica

Influència combinada de factors geogràfics climàtics en els ecosistemes (en realitat els ecosistemes també influeixen retroactivament en el clima i produeixen relleu a molt llarg termini)

Desert polar, en sentit ample, és la zona de la Terra que rep una precipitació anual menor de 250 litres i que té el mes més càlid amb temperatura mitjana menor de 10 °C. Aquesta definició inclou la major part de la tundra (excepte la que rep més de 250 litres de precipitació a l'any).
En sentit estricte el desert polar és un bioma situat més al nord o a més altitud que la tundra essent encara més fred i més sec que la tundra típica. La temperatura del mes més càlid és igual o inferior a 2 °C.
Com a terme científic al nom actual de desert polar es va arribar seguint la següent evolució:
Passarge (1920) el va anomenar desert fred (Cold desert) definint-lo ja per la isoterma de menys o igual a 2 °C en el mes més càlid. Gorodkov (1935) va anomenar-lo com desert àrtic. En tenir aquest mateix clima alguns punts de l'Antàrtida, Aleksandrova (1963) i Korotkewich (1967) proposaren l'actual nom de desert polar.
A més del clima fred està caracteritzat per l'escàs desenvolupament del sòl, el cobriment de la vegetació menor del 5% i la presència de vegetació vascular prostrada. Els vents són forts i en zones amb serralades de muntanyes com Nova Terra hi ha el vent d'efecte foehn que fa augmentar la temperatura fins a 15 a 20 °C més en poques hores. Les glaçades d'estiu no afecten les plantes, ja que hi estan adaptades

## Subdivisió
El desert polar se subdivideix en tres províncies florístiques: Barents, Sibèria i Canadà i dues bandes: banda nord i banda sud.
Alguns territoris amb clima i vegetació de desert polar són: La Terra de Peary La Terra de Francesc Josep, L'illa Victòria, la part nord de Svalbard (Nordaustlandet, Kong Karls Land) i l'illa nord de Nova Terra.

## Sòls
A tots els deserts polars els sòls estan glaçats (permagel) fins fondàries de centenars de metres.
La microflora dels sòls dels deserts polars la constitueixen principalment fongs actinomicets, bacteris no esporiformes i algues blaves.
Entre els invertebrats es troben nematodes, Enchytraideae, col·lèmbols i larves de Chironomidae.
Les pedres de la superfície absorbeixen més calor que el sòl fi.
La diversitat de la flora de molses, líquens fongs i cianobacteris és més gran que la de les plantes vasculars, les plantes criptògames només es troben en els llocs on hi ha més humitat disponible i aleshores formen una crosta d'un cm on hi troben millors condicions per prosperar les plantes vasculars.

## El desert polar de l'alta Àrtida del Canadà
La major part de les terres sense glaç de l'alta Àrtida canadenc estan classificades com desert polar (44%) o semidesert (49%). La major part d'aquest paisatge desèrtic acull només poc més de 6 a 10 espècies de plantes vasculars, les quals donen un 1-3% de cobertura al sòl i els organismes criptogàmics (molses i líquens) ocupen el 0,5% de la superfície del sòl. L'esterilitat relativa d'aquestes terres és la conseqüència d'una curta estació de creixement i de les baixes temperatures estivals que limiten la creixença de les plantes i la producció de llavors viables. Hi ha algunes superfícies limitades que mostren 50-80% de cobertura sota la forma de crosta criptogàmica i amb un 8-12% de cobertura per a plantes vasculars. Es tracta de zones on les superfícies que resten humides durant períodes considerables a l'estiu, gràcies a l'aigua de la fosa de la neu i on es desenvolupen crostes criptogàmiques que tenen un paper central en el desenvolupament del sòl i la fixació de nitrogen.
Les diferències de reproducció i d'establiment inclouen una més gran capacitat de germinació de les llavors produïdes durant els estius relativament calents (com per exemple el de l'any 1991) comparativament a altres anys de temperatura mitjana com 1994 i 1995, i una presència significativa de plàntules només en el decurs dels anys de temperatura propera a la mitjana climàtica com van ser 1994 i 1995. La densitat de les plàntules és més important sobre les superfícies amb crosta (per exemple un estudi va trobar 206 plàntules/m2) respecte als llocs sense crosta (26 plantules/m2). En els dos llocs la llargada de les arrels de les plàntules i de les plantes més velles és significativament més gran que l'allargament de les tiges i, per tant, la biomassa total de les tiges de les plantes establertes és prou més gran que la biomassa de les arrels (relació arrel :tija de 0.1-0.3). Els comportaments reproductors varien segons les espècies. En el cas de la Saxifraga caespitosa produeix llavors més xiques que la Draba corymbosa R. Br. ex DC. i que la rosella Papaver radicatum, però les llavors de S. caespitosa tenen una taxa de germinació més elevada que les de les altres espècies. La supervivència de les plàntules és feble en totes les espècies i ho és especialment en el cas de S. caespitosa. Totes les espècies germinen lentament; les llavors aïllades, situades en condicions ideals, necessiten per a germinar un mínim de 20 a 30 dies, a 20 °C durant el dia i 15 °C durant la nit. En condicions comparables en el sòl la germinació necessita de 36 a 48 dies. Les mateixes espècies de plantes que viuen al desert polar es fan més grosses i fan més flors i produeixen més llavors viables en la tundra àrtica que està més al sud on les condicions climàtiques són millors.